# Volčanski Ruti
Volčanski Ruti este o localitate din comuna Tolmin, Slovenia, cu o populație de 22 de locuitori.